# April, april
Chansons représentant la Suède au Concours Eurovision de la chanson
Alla andra får varann
(1960) Sol och vår
(1962)
April, april (« Avril, avril ») est une chanson interprétée par la chanteuse suédoise Lill-Babs, sortie en 45 tours en 1961. 
C'est la chanson représentant la Suède au Concours Eurovision de la chanson 1961.

## À l'Eurovision

### Sélection
Le 6 février 1961, ayant remporté la Eurovisionsschlagern svensk final de 1961, prédécesseur du Melodifestivalen, la chanson April, april est sélectionnée pour représenter le Suède au Concours Eurovision de la chanson 1961 le 18 mars à Cannes, en France.

### À Cannes
La chanson est intégralement interprétée en suédois, langue officielle de la Suède, comme le veut la coutume avant 1965. L'orchestre est dirigé par William Lind.
April, april est la septième chanson interprétée lors de la soirée du concours, suivant Wat een dag de Greetje Kauffeld pour les Pays-Bas et précédant Einmal sehen wir uns wieder de Lale Andersen pour l'Allemagne.
À l'issue du vote, elle obtient 2 points et se classe 14e sur 16 chansons,.

## Liste des titres
| A1. | April, april                   | Yngve Örmell (Bo Eneby), Bobbie Ericson      |  |
| A2. | Hem, hem till lilla järvsö     | Simon « Bohéme » Brehm, Sven Paddock         |  |
| B1. | Gummi-boll (Rubber Ball)       | Aaron Schroeder, Anne Orlowski, Stig Rossner |  |
| B2. | Fröken blyg (Cinderella Jones) | Thomas Mould, Monique                        |  |

## Historique de sortie
| Pays   | Date | Format                   | Label    |
| ------ | ---- | ------------------------ | -------- |
| Suède, | 1961 | 45 tours, super 45 tours | Karusell |